# Ruaudin

Ruaudin este o comună în departamentul Sarthe, Franța. În 2009 avea o populație de 3,304 de locuitori.